# 田中真理子
田中 真理子（たなか まりこ、1965年（昭和40年）9月20日 - ）はテレビ朝日の元女性アナウンサー。
群馬県佐波郡玉村町出身。群馬県立前橋女子高等学校を経て、青山学院大学国際政治経済学部を卒業後、1988年テレビ朝日に入社。同期に田原浩史。現在は退社している。

## 出演番組
- ANNニュースフレッシュ
- こんにちは2時
- スーパーモーニング
- ワイド!スクランブル
- ビッグスポーツワールド
- ズームUP!
- スーパーJチャンネル
- 各種スポーツ中継レポーター